# Bocydium

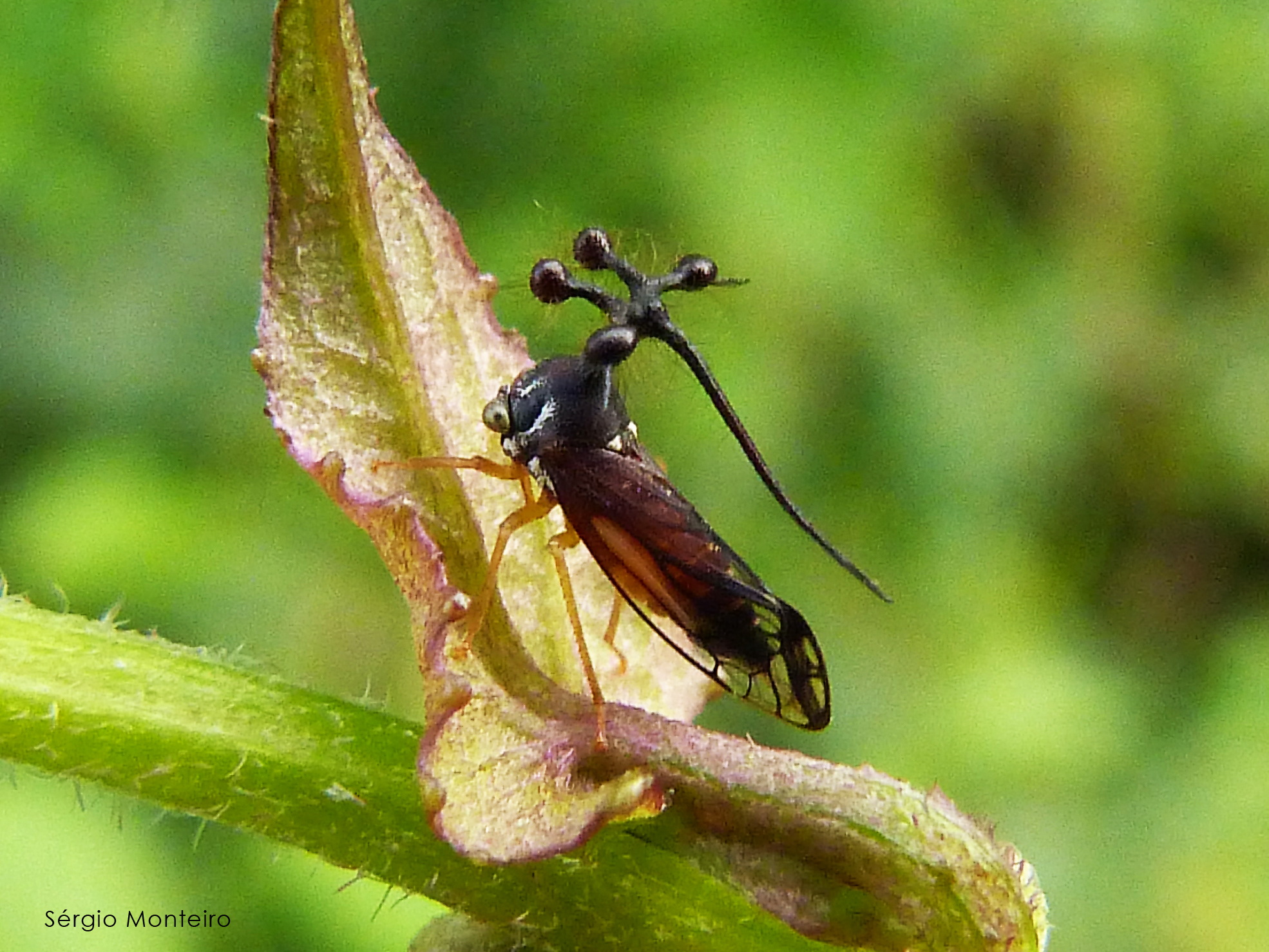
Bocydium globulare

Bocydium  (лат.) — род горбаток из подсемейства Stegaspidinae (Membracidae).

## Распространение
Неотропика. Представители встречаются в бразильском Серрадо, во влажных лесах Анд, в тропической Амазонии и на атлантических равнинах. Они встречаются в Парагвае, Бразилии, Боливии, Перу, Суринаме, Гайане, Венесуэле, Коста-Рике, Эквадоре, Колумбии, Французской Гвиане и Тринидаде.

## Описание
Мелкие равнокрылые насекомые (около 5 мм). Переднеспинка с центральной вертикальной ножкой, её дистальный отдел зонтичный, состоящий из 2 основных боковых отростков и 1 тонкого удлинённого заднего отростка; каждый первичный латеральный отросток имеет по крайней мере 1 передний выступ, расширенный в переднюю луковицу или шар (также могут присутствовать вторичные боковые выступы с луковицами или без них). Личинки часто напоминают по цвет и текстуре свои растения-хозяева. Их тела сплюснуты в дорсальной плоскости, с листоподобными голенями и брюшными пластинками. Растения-хозяева включают представителей семейств растений Asteraceae, Hypericaceae, Melastomataceae и Onagraceae, при этом большинство находок относится к родам Melastomataceae. Представители рода Bocydium обычно живут поодиночке во взрослом возрасте, однако большие скопления спаривающихся взрослых особей иногда наблюдались на одном растении.

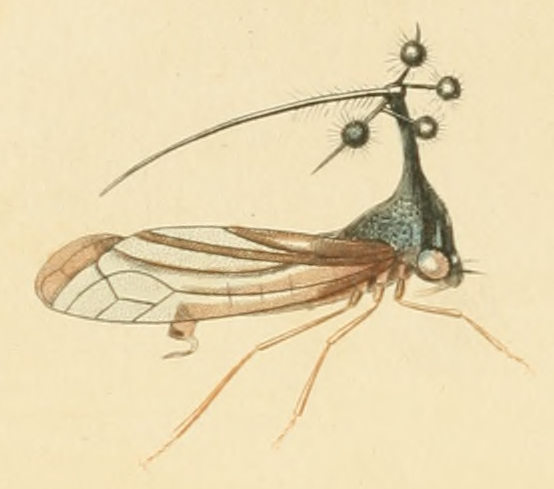
Bocydium tintinnabuliferum

## Систематика
Около 20 видов.
- Bocydium amischoglobum Sakakibara, 1981[6]
- Bocydium anisobullatum Sakakibara, 1981[6]
- Bocydium astilatum Richter, 1955[7]
- Bocydium bilobum Flórez-V, 2017[2]
- Bocydium bulliferum Goding, 1930[8]
- Bocydium duoglobum Cryan, 1999[3]
- Bocydium germarii Guérin-Méneville, 1844
- Bocydium globulare Fabricius, 1803
- Bocydium globuliferum Pallas, 1766
- Bocydium hadronotum Flórez-V, 2017[2]
- Bocydium mae Flórez-V, 2017[2]
- Bocydium nigrofasciatum Richter, 1955[7]
- Bocydium racemiferum Sakakibara, 1981[6]
- Bocydium rufiglobum Fairmaire, 1846
- Bocydium sakakibarai Flórez-V, 2017[2]
- Bocydium sanmiguelense Flórez-V, 2017[2]
- Bocydium sexvesicatum Sakakibara, 1981[6]
- Bocydium sphaerulatum Sakakibara, 1981[6]
- Bocydium tatamaense Flórez-V, 2017[2]
- Bocydium tintinnabuliferum Lesson, 1832